# Tahkuna looduskaitseala
Rezerwat przyrody Tahkuna (est. Tahkuna looduskaitseala) – rezerwat przyrody leżący na półwyspie Tahkuna, Hiuma w gminie Kõrgessaare, prowincji Hiuma, Estonia. Rezerwat oznaczony jest kodem KLO1000290.
Rezerwat został założony w 1958 roku decyzją Rady Ministrów Estońskiej Socjalistycznej Republiki Radzieckiej w celu ochrony naturalnego środowiska leśno bagiennego w bardzo niewielkim stopniu dotkniętego działaniem człowieka. W 1997 roku część rezerwatu o powierzchni 188,1 ha, obejmująca jezioro Suurjärv (15,1 ha) oraz otaczający ją las bagienny, została objęta ochroną ścisłą. Jest to jedyny na wyspie obszar ochrony ścisłej. Na terenie rezerwatu znajduje się ścieżka edukacyjna Riigimetsa Majandamise Keskus (RMK).
Rezerwat jest największym w Estonii naturalnym stanowiskiem cisa.